# PL-5

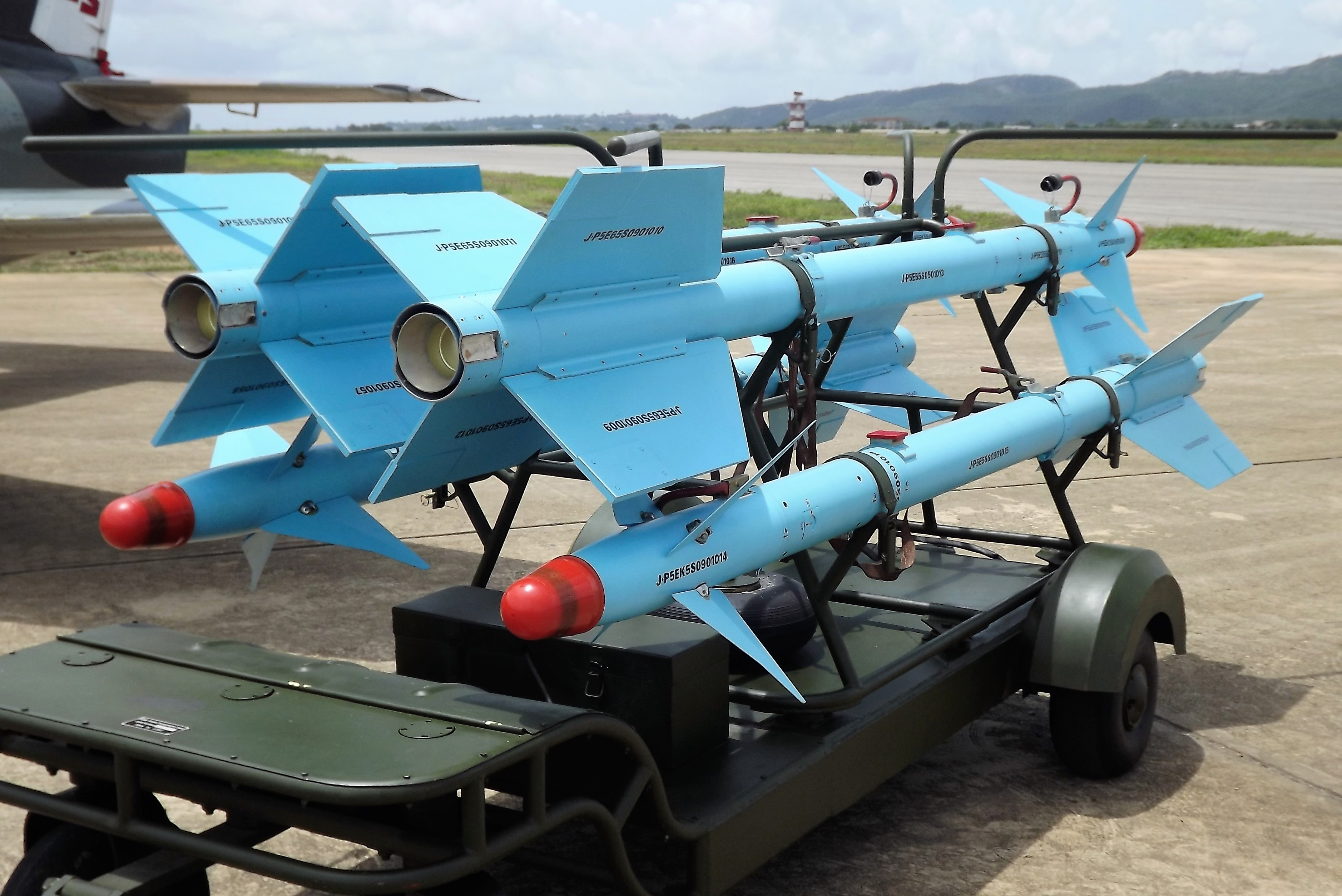
PL-5

O PL-5 (霹雳-5) (PL representa Pi Li, "Relâmpago" em Chinês, a designação genérica para todos os mísseis ar-ar da República Popular da China) é um míssil ar-ar de curto alcance, com guiamento infravermelho usado pelos aviões caças chineses. Ele é baseado em AA-2 Atoll tecnologia e se parece com o AIM-9 Sidewinder.
O PL-5 foi projetado e desenvolvido na universidade chinesa do Centro de Desenvolvimento tecnológico  Eletro-óptico de Luoyang (EOTDC), também conhecido como Instituto 612; dentre os membros da equipe de desenvolvimento estavam Chen Jiali (陈家礼), Dong Chunfeng, Hu Rongchao (胡荣超), Huang Bin, Zhang Ming (张明), e Zheng Zhiwei (郑志伟). Ele supostamente é produzido na Fábrica de Máquinas Hanzhong Nanfeng (também conhecido como Fábrica de Mísseis Ar-Ar Hanzhong) da China Aviation Industry Corporation I.
O PL-5 tem sido continuamente atualizado pela Luoyang e o mais recente variante, o PL-5EII adicionou um detector multi-elemento de banda dual, bem como um fusível de proximidade à laser semelhante ao PL-9. De acordo com a agência chinesa de exportação/importação, a CATIC, o PL5E tem um buscador com capacidade de amplo espectro, com ângulo de ±25° antes do lançamento, e de ±40° após o lançamento.
Os caças da PLAAF J-10 e J-11 usam principalmente o míssil PL-8, que é mais avançado, comparando com o PL-5. No entanto, devido ao maior peso e dimensão dos mísseis PL-8, para os aviões de combate F-7 e o JH-7, o PL-5 ainda é o míssil preferível.

## Operadores

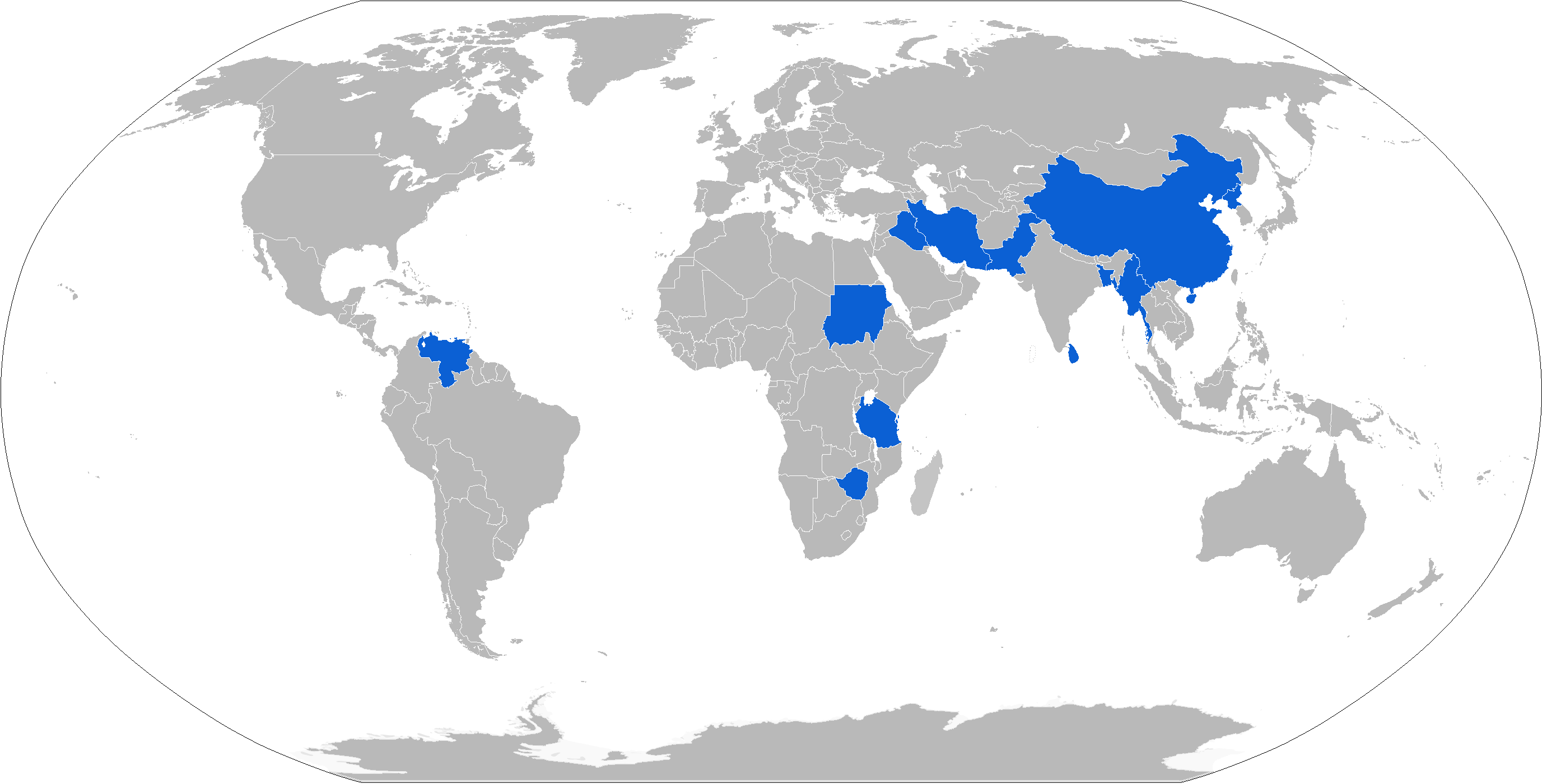
Mapa com operadores do PL-5 em azul

### Operadores atuais
- Bangladesh usa PL5 e PL-5EII
- Burma
- Egito
- Irã
- Iraque
- Paquistão 900 ordenados, PL-5E.[3]
- Sri Lanka
- Sudão
- Tanzânia
- Venezuela 100 ordenados, PL-5E.
- Zimbábue